# Trigonella ionantha
Trigonella ionantha är en ärtväxtart som beskrevs av Karl Heinz Rechinger. Trigonella ionantha ingår i släktet trigonellor, och familjen ärtväxter. Inga underarter finns listade i Catalogue of Life.